# Wydundra lindsay
Wydundra lindsay är en spindelart som beskrevs av Norman I. Platnick och Baehr 2006. Wydundra lindsay ingår i släktet Wydundra och familjen Prodidomidae.
Artens utbredningsområde är Sydaustralien. Inga underarter finns listade i Catalogue of Life.